# Terence Kongolo
Terence Kongolo (Friburgo, 14 febbraio 1994) è un calciatore olandese, difensore del NAC Breda.

## Biografia
Ha un fratello, Rodney, anch'egli calciatore.

## Caratteristiche tecniche
Difensore centrale longilineo che può essere schierato anche da terzino e da mediano, veloce e atletico, è dotato di buona tecnica individuale. È bravo nell'impostazione dell'azione e nel gioco aereo.

## Carriera

### Club

#### Feyenoord
Nella stagione 2011-2012 ha fatto il suo esordio in prima squadra, giocando una partita in Eredivisie. Nella stagione successiva gioca invece 5 partite in campionato, una nei preliminari di Champions League e 2 in Coppa d'Olanda, nelle quali segna 2 reti.
Nel 2013-2014 gioca in tutto 18 partite per poi diventare titolare nella stagione seguente dopo il Mondiale in Brasile.

#### Monaco ed esperienze inglesi
Il 3 luglio 2017 passa ai francesi del Monaco per 15 milioni di euro firmando un contratto per cinque anni.
Il 2 gennaio 2018 viene ceduto in prestito all'Huddersfield Town, da cui viene riscattato l'8 giugno, firmando un quadriennale con il club inglese. Rimasto anche dopo la retrocessione in Championship dell'anno seguente, nel gennaio del 2020 passa in prestito al Fulham ma l’8 febbraio al debutto contro il Blackburn Rovers si infortuna gravemente terminando anzitempo la stagione. Al termine della stagione ritorna all'Huddersfield Town.

### Nazionale
Ha segnato una rete in 4 presenze negli Europei Under-17 del 2011 (chiusi dagli orange con la vittoria del torneo), partecipando anche ai Mondiali Under-17 dello stesso anno, nei quali gioca 3 partite senza segnare; l'anno seguente ha giocato una partita amichevole con l'Under-18, esordendo nel 2012 con l'Under-19, con la cui maglia ha giocato numerose partite amichevoli e 3 partite negli Europei di categoria nel 2013. Il 14 agosto 2013 ha esordito con la maglia dell'Under-21 in una partita amichevole persa per 2-1 contro i pari età della Repubblica Ceca. Il 12 ottobre esordisce con l'Under-20 in una partita amichevole; nel successivo mese di novembre ha giocato la sua prima partita in carriera nelle qualificazioni agli Europei Under-21.
Il 17 maggio 2014 ha esordito in una partita amichevole con la nazionale maggiore, venendo poi convocato per i Mondiali di Brasile 2014, conclusi al terzo posto dagli Arancioni e durante i quali viene impiegato nei minuti finali della partita vinta 2-0 contro il Cile.

## Statistiche

### Presenze e reti nei club
Statistiche aggiornate al 30 giugno 2023.
| Stagione                 | Club                     | Campionato               | Campionato | Campionato | Coppe nazionali | Coppe nazionali | Coppe nazionali | Coppe continentali | Coppe continentali | Coppe continentali | Supercoppe | Supercoppe | Supercoppe | Totale | Totale |
| Stagione                 | Club                     | Comp                     | Pres       | Reti       | Comp            | Pres            | Reti            | Comp               | Pres               | Reti               | Comp       | Pres       | Reti       | Pres   | Reti   |
| ------------------------ | ------------------------ | ------------------------ | ---------- | ---------- | --------------- | --------------- | --------------- | ------------------ | ------------------ | ------------------ | ---------- | ---------- | ---------- | ------ | ------ |
| 2011-2012                | Feyenoord                | ED                       | 1          | 0          | CO              | 0               | 0               | -                  | -                  | -                  | -          | -          | -          | 1      | 0      |
| 2012-2013                | Feyenoord                | ED                       | 5          | 0          | CO              | 2               | 2               | UCL+UEL            | 1+0                | 0                  | -          | -          | -          | 8      | 2      |
| 2013-2014                | Feyenoord                | ED                       | 17         | 0          | CO              | 1               | 0               | -                  | -                  | -                  | -          | -          | -          | 18     | 0      |
| 2014-2015                | Feyenoord                | ED                       | 31+2       | 0          | CO              | 1               | 0               | UCL+UEL            | 2+9                | 0+0                | -          | -          | -          | 45     | 0      |
| 2015-2016                | Feyenoord                | ED                       | 29         | 0          | CO              | 6               | 0               | -                  | -                  | -                  | -          | -          | -          | 35     | 0      |
| 2016-2017                | Feyenoord                | ED                       | 23         | 1          | CO              | 3               | 0               | UEL                | 4                  | 0                  | SO         | 1          | 0          | 23     | 1      |
| Totale Feyenoord         | Totale Feyenoord         | Totale Feyenoord         | 108        | 1          |                 | 13              | 2               |                    | 16                 | 0                  |            | 1          | 0          | 139    | 3      |
| 2017-gen. 2018           | Monaco                   | L1                       | 3          | 0          | CF+CdL          | 0+1             | 0+0             | UCL                | 1                  | 0                  | SF         | 1          | 0          | 6      | 0      |
| gen.-giu. 2018           | Huddersfield Town        | PL                       | 13         | 0          | FACup+CdL       | 4+0             | 0               | -                  | -                  | -                  | -          | -          | -          | 17     | 0      |
| 2018-2019                | Huddersfield Town        | PL                       | 32         | 1          | FACup+CdL       | 0               | 0               | -                  | -                  | -                  | -          | -          | -          | 32     | 1      |
| 2019-gen.2020            | Huddersfield Town        | FLC                      | 11         | 0          | FACup+CdL       | 0               | 0               | -                  | -                  | -                  | -          | -          | -          | 11     | 0      |
| Totale Huddersfield Town | Totale Huddersfield Town | Totale Huddersfield Town | 56         | 1          |                 | 4               | 0               |                    |                    |                    |            |            |            | 60     | 1      |
| gen.-giu.2020            | Fulham                   | FLC                      | 1          | 0          | FACup+CdL       | 1+0             | 0               | -                  | -                  | -                  | -          | -          | -          | 2      | 0      |
| 2020-2021                | Fulham                   | PL                       | 1          | 0          | FACup+CdL       | 1+0             | 0               | -                  | -                  | -                  | -          | -          | -          | 2      | 0      |
| 2021-2022                | Fulham                   | PL                       | 0          | 0          | FACup+CdL       | 0               | 0               | -                  | -                  | -                  | -          | -          | -          | 0      | 0      |
| Totale Fulham            | Totale Fulham            | Totale Fulham            | 2          | 0          |                 | 2               | 0               |                    |                    |                    |            |            |            | 4      | 0      |
| 2022-2023                | Le Havre                 | L2                       | 14         | 0          | CF              | 1               | 0               | -                  | -                  | -                  | -          | -          | -          | 4      | 0      |
| Totale carriera          | Totale carriera          | Totale carriera          | 183        | 2          |                 | 21              | 2               |                    | 17                 | 0                  |            | 2          | 0          | 223    | 4      |

### Cronologia presenze e reti in nazionale
| Cronologia completa delle presenze e delle reti in nazionale ― Paesi Bassi | Cronologia completa delle presenze e delle reti in nazionale ― Paesi Bassi | Cronologia completa delle presenze e delle reti in nazionale ― Paesi Bassi | Cronologia completa delle presenze e delle reti in nazionale ― Paesi Bassi | Cronologia completa delle presenze e delle reti in nazionale ― Paesi Bassi | Cronologia completa delle presenze e delle reti in nazionale ― Paesi Bassi | Cronologia completa delle presenze e delle reti in nazionale ― Paesi Bassi | Cronologia completa delle presenze e delle reti in nazionale ― Paesi Bassi |
| Data                                                                       | Città                                                                      | In casa                                                                    | Risultato                                                                  | Ospiti                                                                     | Competizione                                                               | Reti                                                                       | Note                                                                       |
| -------------------------------------------------------------------------- | -------------------------------------------------------------------------- | -------------------------------------------------------------------------- | -------------------------------------------------------------------------- | -------------------------------------------------------------------------- | -------------------------------------------------------------------------- | -------------------------------------------------------------------------- | -------------------------------------------------------------------------- |
| 17-5-2014                                                                  | Amsterdam                                                                  | Paesi Bassi                                                                | 1 – 1                                                                      | Ecuador                                                                    | Amichevole                                                                 | -                                                                          | 46’                                                                        |
| 23-6-2014                                                                  | San Paolo                                                                  | Paesi Bassi                                                                | 2 – 0                                                                      | Cile                                                                       | Mondiali 2014 - 1º turno                                                   | -                                                                          | 89’                                                                        |
| 13-11-2015                                                                 | Cardiff                                                                    | Galles                                                                     | 2 – 3                                                                      | Paesi Bassi                                                                | Amichevole                                                                 | -                                                                          |                                                                            |
| 31-5-2018                                                                  | Trnava                                                                     | Slovacchia                                                                 | 1 – 1                                                                      | Paesi Bassi                                                                | Amichevole                                                                 | -                                                                          | 66’                                                                        |
| Totale                                                                     |                                                                            | Presenze                                                                   | 4                                                                          |                                                                            | Reti                                                                       | 0                                                                          |                                                                            |

## Palmarès

### Club

#### Competizioni nazionali
- Coppa dei Paesi Bassi: 1

Feyenoord: 2015-2016
- Campionato olandese: 1

Feyenoord: 2016-2017
- Campionato inglese di seconda divisione: 1

Fulham: 2021-2022
- Campionato francese di seconda divisione: 1

Le Havre: 2022-2023

### Nazionale
- Campionato d'Europa Under-17: 1

Serbia 2011